# Патриархи Сирийской православной церкви
Патриархи Сирийской православной церкви:
Титул — Его Святейшество морен мор Патриарх Антиохийский и всего Востока, Верховный глава Вселенской Сирийской православной Церкви
Сиро-яковитская православная церковь — одна из шести Древневосточных церквей, признающих три Вселенских собора и именуемых также «дохалкидонскими» церквями. При самоназвании «Православная», Сирийская церковь своей догматикой и богословской традицией отличается от догматики и богословской традиции автокефальных Православных церквей и не состоит с ними в евхаристическом общении.

## Патриархи
Всех патриархов нераздельного Антиохийского патриархата, вплоть до Севира Антиохийского, сирийцы признают своими. После изгнания Севира и образования собственной иерархии, Церковь возглавляли следующие патриархи:
- Севир I Великий (518—538)
- 6 лет вакантно
- Сергий Телльский[англ.] (557—560)
- 3 года вакантно
- Павел II Чёрный (564—575)
- 6 лет вакантно
- Пётр III Каллиникский[англ.] (581—591)
- Юлиан II (I)[англ.] (595—591)
- Афанасий I бар Гамоло[англ.] (595—630/1)
- Иоанн III (I или II) Седре[англ.] (631—648)
- Феодор[фр.] (649—667)
- Севир II бар Маскех[англ.] (667—681)
- Афанасий II Баладский[англ.] (683—686)
- Юлиан III (II) Римский[англ.] (686—708)
- Илия I[англ.] (709—723)
- Афанасий III[фр.] (724—740)
- Иванис I[фр.] (740—754)

### Схизма
| Канонически избранные патриархи - 4 года вакантно - Георгий I (758—790), находился в тюрьме 10 лет (768—777) | Антипатриархи назначенные халифами - Эуванис Исаак Харранский (754/755 — 756/757) - Афанасий аль-Сандали (756/757 — 758) - Иоанн Каллиникский (758/759 — 763/764) - Давид Даръаский (763/764 — до 777), епископ Даръы |

- Иосиф (790— январь 792)

| Северианские православные патриархи - Кириак Тагритский (8/15 августа 793—16/19 августа 817) - Дионисий Телль-Махрский (июнь 817/818— 22 августа 845) | Юлианистский антипатриарх - Гавриил | Авраамитские антипатриархи - Авраам (Абарим) Картаминский (808—837), монах монастыря св. Гавриила близ Картамина - Симеон (837 — ?), брат Авраама |

- Иоанн IV (II или III)[англ.] (21 ноября 846 — 3 декабря 873)
- 5 лет вакантно
- Игнатий II Иешу[англ.] (5 июня 878—26 марта 883)
- 4 года вакантно
- Феодосий Роман Тагритский[англ.] (5 февраля 887—1 июня 896)
- Дионисий II[англ.] (апрель 897—18 апреля 909)
- Иоанн V (III или IV) Курзахли (21 апреля 910—30 ноября 922)
- Василий I (15 августа 923 — 25 марта 935)
- Иоанн VI (IV или V) (28 августа 936 — 3 июля 953)
- Иванис II (18 июля 954 — 31 января 957)
- Дионисий III (28 ноября 957 — 2 июня 961)
- Авраам I (25 мая 962 — 4 марта 963)
- Иоанн VII (V или VI) (де-)Саригта[нем.] (9 июля 965—985), в 975 году перенес патриаршую резиденцию в Мелитену (сегодня Малатья, Турция)
- Афанасий IV (V) Лазарь[англ.] из Салха (21 октября 986—1002/1003)
- Иоанн VIII (VI или VII) бар Абдун[англ.] (6 июля 1004—2 февраля 1033)
- Дионисий IV Яхья (1034—1044), перенес патриаршую резиденцию в район Амиды (сегодня Диярбакыр, Турция)
- 5 лет вакантно
- Иоанн IX (VII или VIII) бар Абдун (август 1049—1057/1058)

| Патриарх, избранный западными епископами - Афанасий V Хая (1057/1058—1063/1064) | Патриарх, избранный восточными епископами - Иоанн X (VIII или IХ) бар Шушан (1057/1058) |

- Иоанн X (VIII или IХ) бар Шушан (август 1063/1064—2 ноября 1072/1073), повторно
- Василий II (1074—1075)

| - Иоанн Абдун (1075—1091) — антипатриарх | - Дионисий V Лазарь (1077—1078) - Иванис III (1080—1082 или 1084—1086) - 2 года или 6 лет вакантно - Дионисий VI (1088—1090) |

- Афанасий VI бар Хаморо (1091—8 июня 1129)
- Иоанн X бар Мавдионо (1129—1137)
- Афанасий VII бар Катра (1138—1166)
- Михаил I Великий (18 октября 1166—7 ноября 1199)
- Афанасий VIII (1200—1207)
- Иоанн XI (1208—1220)
- 2 года вакантно
- Игнатий III Давид (22 мая 1222 — 14 июня 1252)

| Патриарх, избранный северными епископами - Дионисий (14 сентября 1252—18 февраля 1261), ранее епископ Мелитинский | Патриарх, избранный остальными епископами - Иоанн XIII (XII) бар Мадани (4 декабря 1252—1263) |

- Игнатий IV Ешу (6 февраля 1264 — 17 ноября 1282)
- Игнатий Филоксен I Немруд (1283—1292)

### Схизма (1293 и 1364)
| Антиохийские патриархи - Михаил II Барсум (ноябрь 1292 — 7 декабря 1312), архимандрит монастыря в Кувейкате близ Мопсуетии - Михаил III Ешу (1312—1394) - Василий III Гавриил (1394—1387) - Филоксен II Писатель (1387—1421), епископ Дамасский - Василий IV Шемун Манаамита (1422—1444) | Патриархи Мелитенские (Армения) - Игнатий Константин (1293 — ок. 1349), митрополит Милитенский (ноябрь 1292 — ноябрь 1293) - Игнатий Филоксен (1349 — ок. 1360) | Патриархи Мардинские - Игнатий бар-Вахиб (1 января 1293 — 15 апреля 1332) - Игнатий Ишмаэль Альмагед (1332 — 4 июня 1365) - Игнатий Шахаб (1365 — январь 1381) - Игнатий Авраам бар-Гариб (1381—1412) - Игнатий Бехнам аль-Хадли (24 июля 1412—1445) | Патриархи Тур-Абдинские - Игнатий Саба из Салаха (6 августа 1364—1390) - Игнатий Иехошуа (Ишо) I бар-Мута из Мидьята (1390—1412), умер в 1421 - Игнатий Масуд I из Салаха (1412—1420) - Игнатий Енох (1421—1446) - Игнатий Каума Филоксен из Басибрины (1446—1455) - Игнатий Иехошуа (Ишо) I Василий из Салаха (1455—1466) - Игнатий Азиз (Филоксен) бар-Сабта (1456—1489) - Игнатий Иоанн бар-Куфар из Айн аль-Варды (1489 — 22 февраля 1493) - конкурент Игнатий Саба из Арбо (1489 — ?) - Игнатий Масуд II из Заза (1493—1495/1512) - Игнатий Иехошуа (Ишо) из Заза (1515—1524) - Игнатий Симун из Хаттаха (1524—1551) - Игнатий Яков из Хиша (1551—1571) - Игнатий Сахдо из Мидьята (1584—1621) - Игнатий Абдалла из Мидьята (1628-?) - Игнатий Хабиб из Мидьята (1674—1707) - Игнатий Денха из Армаса (1707—1725) - Игнатий Бар Саума из Мидьята (1740—1791) - Игнатий Ахо из Арбо (1791-?) - Игнатий Исайя из Арбо (?-1816) |

### Объединение кафедр в Антиохии и Мардине
- Игнатий Бехнам аль-Хадли[англ.] (1445—10 декабря 1454)
- Игнатий Халаф (25 мая 1455—1483)
- Игнатий Иоанн XIII бар-Сила[англ.] (1483—сентябрь 1493)
- Игнатий Нух Ливанец[англ.] (1493—28 июля 1509)
- Игнатий Ешу I (1509—1512)
- Игнатий Яков I аль-Хури Набский[англ.] (1512—1517)
- Игнатий Давид I (1517—1520)
- Игнатий Абдаллах I Стефан (1520—1557)
- Игнатий Неметаллах I[англ.] (1557—1576)
- Игнатий Давид II Шах (1576—1591)
- Игнатий Пилат I[нем.] (1591—1597)
- Игнатий Хадаят Аллах[англ.] (1597—1639)
- Игнатий Симон I (1640—1659)
- Игнатий Ешу II Камшех (1659—1662)
- Игнатий Абдул Масих I (1662—1686)
- Игнатий Георгий II[англ.] (23 апреля 1687—6 июня 1708)
- Игнатий Исаак Азар[англ.] (8 февраля 1709—1722)
- Игнатий Шукр Аллах II (1722—1745)
- Игнатий Георгий III (1745—1768)
- Игнатий Георгий IV (1768—1781)
- Игнатий Матфей (1782—1817)
- Игнатий Юнан (1817—1818)
- Игнатий Георгий V (1819—1837)
- Игнатий Илия II (1838—1847)
- Игнатий Яков II (1847—1871)
- Игнатий Петр IV[англ.] (1872 — 7 октября 1894)
- Игнатий Абдул Масих II[англ.] (1895—10 ноября 1903/1906)
- Игнатий Абдаллах II Саттуф[англ.] (5/15/18 августа 1906 — 17 июля 1915)
- Игнатий Илия III Шакер[англ.] (25 февраля 1917 — 13 февраля 1932), в 1924 году перенёс патриаршую резиденцию в Мосул (Ирак)
- Игнатий Ефрем (Афрем) I Барсум (30 января 1933 — 23 июня 1957), в 1933 году перенёс патриаршую резиденцию в Хомс (Сирия)
- Игнатий Яков III (27 октября 1957 — 25 июня 1980), в 1959 году перенёс патриаршую резиденцию в Дамаск (Сирия)
- Игнатий Закка I Ивас (14 сентября 1980 — 21 марта 2014)
- Игнатий Ефрем II Керим (избран 31 марта 2014 года)